# Ясюковский
Ясюковский — упразднённый хутор в Тарумовском районе Дагестана.

## Географическое положение
Располагался в 17 км к югу от районного центра села Тарумовка и в 1 км к западу от села Новогеоргиевка, у федеральной трассы Махачкала-Астрахань, на Чилимном канале.

## История
Хутор образован в период Столыпинской реформы русскими переселенцами из центральных губерний России. В период укрупнения колхозов и переселения не перспективных сел, всё население было переселено в село Новогеоргиевка.